# Ahmad ar-Raszidi
Ahmad ar-Raszidi, Ahmed Al Rashidi, arab. أحمد سعد الرشيدي (ur. 16 sierpnia 1983 w Kuwejcie) – kuwejcki piłkarz występujący na pozycji obrońcy. Obecnie zakończył karierę sportową.